# Магдалена Плацова
Магдалена Плацова (на чешки: Magdaléna Platzová) е чешка журналистка, драматург и писателка, авторка на книги и пиеси в жанра социална драма и детска литература.

## Биография и творчество
Магдалена Плацова е родена на 8 март 1972 г. в Прага, Чехословакия, в семейството на филмовия и телевизионен режисьор документалист Йозеф Плац и писателката дисидентка Еда Кризеова. След завършване на средното си образование през 1990 г. получава стипендия и следва в Джорджтаунския университет в Съединените американски щати и в английската школа „Брокууд Парк“ в Брамдийн, Англия.
През 1999 г. тя е асистент на режисьора Петр Лебл в Theater Na zábradlí. Самата тя играе за кратко в чешко-френската театрална група Divadlo na voro. След това изучава философия във Философския факултет на Карловия университет.
След дипломирането си работи като журналист и преводач на свободна практика, а в периода 2001 – 2004 г. работи като журналист в областта на културата в седмичника „Литературни новини“, впоследствие и като заместник главен редактор. От 2008 г. пише за седмичника „Респект“. Публикува свои материали в списанията „Контекст“, „Салон Права“ и в словенското ревю „Апокалипса“.
През 2003 г. е издаден първият ѝ сборник с разкази „Сол, овце и камък“ (Sůl, ovce a kamení). Нейните пиеси „В бягство“ (Na útěku! ) и „Саянг“ (Sayang) са финалисти за наградите „Алфред Радок“.
Магдалена Плацова живее със семейството си в Лион.

## Произведения

### Самостоятелни романи
- Návrat přítelkyně (2004)[1][3]
- Aaronův skok (2006)
- Druhá strana ticha (2018)
- Máme holý ruce 2019 ()
- Život po Kafkovi (2022)

### Сборници
- Sůl, ovce a kamení (2003) – разкази[1][5]
- Recyklovaný muž (2008) – разкази

### Пиеси
- Na útěku! (1999)[3]
- Sayang (2000)
- Jiná cesta ()

### Детска литература
- Toník a jeskyně snů (2010)[3]

### Преводи
- Přežít – от Дийн Кунц (2001)